# Mount Arden
Mount Arden är ett berg i Australien. Det ligger i regionen Flinders Ranges och delstaten South Australia, omkring 310 kilometer norr om delstatshuvudstaden Adelaide. Toppen på Mount Arden är 834 meter över havet, eller 369 meter över den omgivande terrängen. Bredden vid basen är 21,7 km.
Trakten runt Mount Arden är nära nog obefolkad, med mindre än två invånare per kvadratkilometer..
Omgivningarna runt Mount Arden är i huvudsak ett öppet busklandskap. Genomsnittlig årsnederbörd är 358 millimeter. Den regnigaste månaden är februari, med i genomsnitt 59 mm nederbörd, och den torraste är oktober, med 7 mm nederbörd.